# Toholampi
Toholampi est une municipalité de l'ouest de la Finlande, dans la région d'Ostrobotnie-Centrale.

## Géographie
Le centre administratif est un bourg rural traversé par la rivière Lestijoki. La vallée de cette rivière est largement cultivée, le reste de la commune étant couvert de zones inhabitées, forêts ou marais.
Située à l'écart des grands axes routiers, sans industries significatives, la commune ne fait que rarement parler d'elle. La (petite) ville la plus proche est Kannus à 24 km, la capitale régionale Kokkola étant elle distante de 65 km.
Les municipalités voisines sont Lestijärvi au sud-est, Kälviä et Ullava au sud-ouest, Kannus au nord-ouest et Sievi au nord-est (Ostrobotnie du Nord).

## Démographie
Depuis 1980, l'évolution démographique de Toholampi est la suivante, :
| Année      | 1980  | 1985  | 1990  | 1995  | 2000  | 2005  | 2010  | 2015  |
| ---------- | ----- | ----- | ----- | ----- | ----- | ----- | ----- | ----- |
| population | 3 967 | 4 064 | 4 087 | 4 023 | 3 797 | 3 667 | 3 480 | 3 322 |

## Personnalités
- Hannu Hirvikoski,
- Katariina Hänninen,
- Unto Jutila,
- Pekka Jylhä,
- Osmo Jämsä,
- Marko Kotila,
- Matti Lepistö,
- Mauri Leppänen,
- Mika Lintilä,
- Juho Määttälä,
- Virve Nuotio,
- Samsa Tuikka,
- Teemu Wirkkala,
- Albert Gebhard.

## Galerie

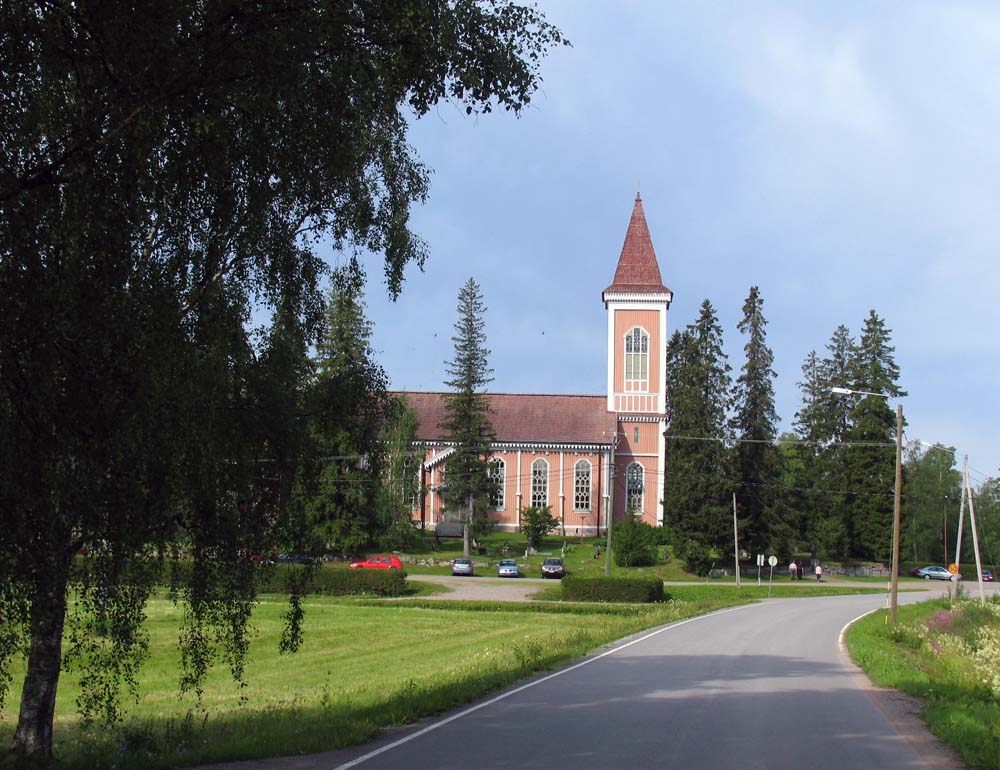
Église de Toholampi